# أداد صوفي
الأداد الصوفي أو الكرلينة الصوفية أو الثُغام الصوفي أو الأشخيص الصوفي (باللاتينية: Carlina lanata) نوع نباتي ينتمي إلى جنس الأداد من الفصيلة النجمية.

## الموئل والانتشار
موطنه بلاد الشام والمغرب العربي وحوض البحر الأبيض المتوسط.